# Steve Finnan
Stephen ("Steve") John Finnan (Limerick, 24 april 1976) is een Iers voormalig voetballer. Hij speelde als rechtsback, maar kon ook ingezet worden als flankspeler op het middenveld.

## Clubcarrière
Finnan werd geboren in Limerick maar groeide op in Chelmsford (Engeland). Hij begon zijn carrière bij Welling United. In 1995 werd hij prof en ging voor Birmingham City spelen. Daar werd hij na enkele invalbeurten weggeplukt door Notts County. Na enkele goede prestaties bij Notts County werd Finnan in 1998 voor £600.000 getransfereerd naar Fulham FC, waarmee hij in 2001 naar de Premier League promoveerde. Nadat hij in 2003 met Fulham de UEFA Intertoto Cup won, kocht FC Liverpool Finnan voor 4,9 miljoen euro. Finnan kreeg door de vele blessures niet veel kansen tot spelen in zijn eerste seizoen op Anfield. In het seizoen 2004-2005 werd hij een vaste waarde op de rechtsback. Hij speelde de finale van de Carling Cup (3-2 verloren van Chelsea FC) en ook de finale van de UEFA Champions League, die Liverpool na strafschoppen won van AC Milan.
Finnan tekende op 1 september 2008 een contract bij het Spaanse RCD Espanyol. Door verschillende blessures kwam hij tot vier wedstrijden voor de Spanjaarden, die in juli 2009 zijn contract ontbonden. Een dag later verbond Finnan zich voor één seizoen aan Portsmouth FC. Met die club stond hij op 15 mei 2010 in de finale van de strijd om de FA Cup. Daarin verloor de ploeg met 1-0 van Chelsea door een treffer in de 59ste minuut van Didier Drogba.

## Interlandcarrière
Op 26 april 2000 maakte Finnan zijn debuut voor het Iers voetbalelftal in de oefenwedstrijd tegen Griekenland, net als Barry Quinn (Coventry City), Richard Dunne (Everton), Gary Doherty (Tottenham Hotspur) en Alan Mahon (Tranmere Rovers) voor Ierland. In 2002 mocht Ierland aantreden op het WK 2002 in Japan/Zuid-Korea. Finnan speelde mee in alle drie de poulewedstrijden, alsmede in de achtste finale die na strafschoppen werd verloren van Spanje.

## Erelijst
Notts County
- Football League Third Division (1): 1997/98

 Fulham
- Football League Second Division (1): 1998/99
- Football League First Division (1): 2000/01
- UEFA Intertoto Cup (1): 2002

 Liverpool
- UEFA Champions League (1): 2004/05
- UEFA Super Cup (1): 2005
- FA Cup (1): 2005/06
- FA Community Shield (1): 2006